# Flower Power (musikalbum)
Flower Power är det fjärde studioalbumet av det svenska progrockbandet The Flower Kings, och det släpptes i november 1999. Det är också deras andra dubbel-CD. Den innehåller en komposition vid namn "Garden Of Dreams" som tar upp största delen av CD 1 och är nästa en timme lång.
En japansk version har också släppts där några kortare bonusspår finns placerade sist på vardera CD. På CD 1 är de spår 5 - "Regal Dinners" (3:14), spår 6 - "Papercup Angels" (1:50) och spår 7 - "Butterfly Queen" (1:25) och på CD 2 spår 11 - "End Of A Century" (2:01).

## Låtlista
Alla låtar skrivna av Roine Stolt utom där annat anges.

### CD 1
| Nr | Titel | Längd                                                                                      |
| -- | --- | ------------------------------------------------------------------------------------------ |
| 1. | Garden Of Dreams" (Tomas Bodin, Stolt) 1. "Dawn" 2. "Simple Song" 3. "Business Vamp" 4. "All You Can Save" 5. "Attack Of The Monster Briefcase" 6. "Mr. Hope Goes To Wall Street" 7. "Did I Tell You?" 8. "Garden Of Dreams" 9. "Don't Let The d'Evil In" 10. "Love Is The Word" 11. "There's No Such Night" 12. "The Mean Machine" 13. "Dungeon Of The Deep" 14. "Indian Summer" 15. "Sunny Lane" 16. "Gardens Revisited" 17. "Shadowland" 18. "The Final Deal" | 59:16 1:33 1:48 5:02 3:04 1:47 3:46 2:39 3:11 2:49 2:43 2:41 4:24 4:13 5:25 2:56 2:03 4:13 |
| 2. | Captain Capstan | 0:45                                                                                       |
| 3. | Ikea By Night (Jaime Salazar) | 0:04                                                                                       |
| 4. | Astral Dog (Salazar, Stolt) | 8:03                                                                                       |

### CD 2
| Nr  | Titel                         | Längd |
| --- | ----------------------------- | ----- |
| 1.  | Deaf, Numb & Blind            | 11:10 |
| 2.  | Stupid Girl                   | 6:49  |
| 3.  | Corruption                    | 5:54  |
| 4.  | Power Of Kindness (Bodin)     | 4:23  |
| 5.  | Psychedelic Postcard          | 8:42  |
| 6.  | Hudson River Sirens Call 1998 | 4:47  |
| 7.  | Magic Pie (Hasse Fröberg)     | 8:19  |
| 8.  | Painter                       | 6:45  |
| 9.  | Calling Home                  | 11:19 |
| 10. | Afterlife (Bodin, Stolt)      | 4:34  |

## Medverkande
- Roine Stolt - sång, gitarr, keyboard, bas
- Tomas Bodin - keyboard
- Michael Stolt - bas
- Jaime Salazar - trummor
- Hasse Bruniusson - percussion
- Hasse Fröberg - sång
- Ulf Wallander - sopransaxofon